# Шухевич Степан Євгенович
Степа́н Євге́нович Шухе́вич (1 січня 1877, Серафинці, Городенківський район, Івано-Франківська область — 6 червня 1945, Амберг, Американська зона окупації Німеччини) — український громадський і військовий діяч, отаман УСС (1914–1915), отаман УГА (1918–1919), двоюрідний брат батька  Романа Шухевича. Почесний громадянин Долини.

## Життєпис
Народився 1 січня 1877 у селі Серафинці (тепер Городенківського району Івано-Франківської області) в сім'ї священика УГКЦ о. Євгена Шухевича — рідного брата науковця Володимира Шухевича.

### Навчання та юридична практика
У 1886 році стає учнем Львівської академічної гімназії, яку закінчив у 1895 році. 1899 р. — випускник юридичного факультету Львівського університету (серед викладачів — Михайло Грушевський). Відвідував судову практику у Відні, Львові.
Протягом 1903—1911 років працював на посадах судді у містах Рава-Руській, Долині та Дрогобичі. З 1911 по 1914 рік — адвокат.

### Служба в УСС та УГА

Старшини 2-го куреня УСС, березень 1915, біля Славська. Зліва направо передній ряд: Дмитро Вітовський, Антін Зелений, Степан Шухевич (позаду), Кость Мацюрак, Роман Гаванський, Августин Беляй

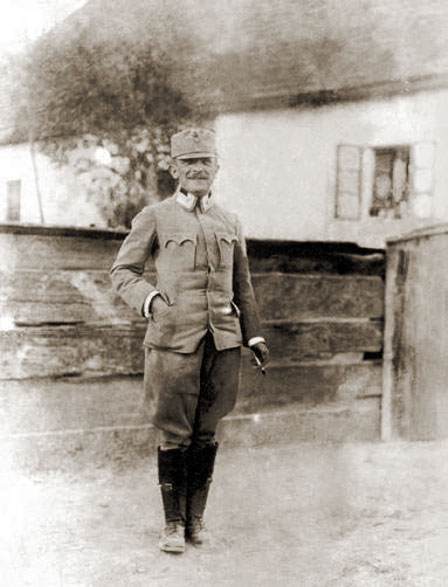
Степан Шухевич на Закарпатті у 1915

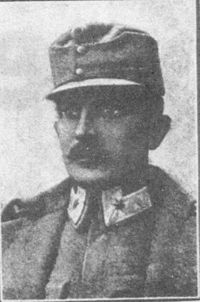
Степан Шухевич в 1915 році

Один із організаторів УСС, командант (командир) ІІ-го куреня у ранзі отамана із жовтня 1914 по 1916 року, згодом сотник австрійської армії у 1917 р. У 1918 році — командант польової жандармерії при австрійському губернаторі міста Одеса, потім — військовий комендант Львова часу ЗУНР.
Займав посаду команданта Підволочиська, 4-ї Золочівської бригади УГА у званні отамана (майора), по ньому посаду обійняв Алоїз Ляєр. Згодом персональний референт Начальної Команди УГА. В липні 1919 р. на чолі місії ЗУНР прибув до Львова для переговорів з поляками.
Як представник старшин брав участь в нараді Головного Отамана С. Петлюри в Жмеринці 4 листопада 1919 р.
На посаді Голови Трибуналу судив Мирона Тарнавського, Альфреда Шаманека, Омеляна Лисняка під час польового суду 13-14 листопада 1919 р. у Вінниці в змові з ворожою денікінською армією.
Очолював Колегію старшин, яка розробляла план подальших дій УГА після зняття їх з фронту в грудні 1919, увійшов до складу ревкому УГА, який взявся опікуватись 3000 хворих стрільців. Очолюючи кінний загін, в квітні 1920 р. зумів вирватись з польського оточення під Махнівкою.

### Адвокат у політичних процесах
Після закінчення визвольних змагань брав участь у судових процесах над борцями за незалежність України як адвокат обвинувачених, зокрема:
- процес Степана Федака;
- справа Ольги Басараб — представляв інтереси родичів, захищав Коваленка, який був обвинувачений за результатами розгляду знайдених у Басараб документів, серед основних обвинувачених був Андрій Мельник;
- справа «Поштовців» (членів УВО, які здійснювали напади на поштовий транспорт);
- справа Атаманчука і Вербицького (вбивство Станіслава Собінського);
- процес «Листопадівців»;
- справа «Конгресівців»;
- справа «Східних Торгів»;
- «Бобрецький процес»;
- справа українського посла Олександра Вислоцького;
- справа Василя Біласа та Дмитра Данилишина;
- справа Миколи Лемика;
- «Львівський процес 1936» (адвокат Романа Шухевича та Богдана Гнатевича);
- справа Ілярія Кука

Степан Шухевич також брав участь у багатьох інших політичних процесах.

## Інша діяльність
З 1921 року по 1939 р. був Президентом наглядової ради видавничого кооперативу «Червона калина».

## Публікації
- Степан Шухевич. «Спомини» (Львів, «Червона калина», 1929 р.),
- Степан Шухевич. «Видиш, брате мій»; упорядник Ростислав Кос. - Львів: Видавництво «Апріорі», 2024.-216 с.:іл. ISBN 978-617-629-849-6
- Степан Шухевич. «Моє життя» (Лондон, 1991)
- Степан Шухевич. Гіркий то сміх (1930)

## Вшанування пам'яті
В Івано-Франківську є вулиця Шухевичів, названа на честь не лише Степана, а й усієї його героїчної родини.